# Mallinella etindei
Mallinella etindei är en spindelart som först beskrevs av van Hove och Robert Bosmans 1984.  Mallinella etindei ingår i släktet Mallinella och familjen Zodariidae.
Artens utbredningsområde är Kamerun. Inga underarter finns listade i Catalogue of Life.